# Shawn Nicklaw
Shawn Nicklaw (San Diego, 15 aprile 1989) è un ex calciatore statunitense di ruolo difensore.

## Carriera

### Club
Nella stagione 2012-2013 ha giocato 6 partite nella seconda divisione danese con il HB Køge. Dopo aver giocato nella terza divisione statunitense con i Wilmington Hammerheads è tornato in Europa, segnando 4 reti in 16 presenze nella prima divisione islandese con il Þór. Ha poi trascorso il resto della carriera nella seconda divisione statunitense.

### Nazionale
Tra il 2012 ed il 2019 ha totalizzato complessivamente 31 presenze ed una rete con la maglia della nazionale di Guam.